# 김정구 효자각
김정구 효자각(金鼎九 孝子閣)은 충청북도 청주시 상당구에 있다. 2015년 4월 17일 청주시의 향토유적 제8호로 지정되었다.

## 개요
경주김씨 김정구의 효행을 기리기 위해 세운 효자각이다.